# Minamoto no Yorinobu
Minamoto no Yorinobu (源頼信, 21 décembre 968-1er juin 1048) est un samouraï, membre du puissant clan Minamoto. Tout comme son frère Minamoto no Yorimitsu, il sert les régents Fujiwara. Il sert aussi comme gouverneur des provinces d'Ise et de Kai. Il est à l'origine de la famille Kawachi Genji (Genji étant l'autre nom des Minamoto). Il obtient également le poste de chinjufu-shōgun.
Yorinobu est principalement connu pour avoir réprimé une révolte organisée par Taira no Tadatsune (vice-gouverneur de la province de Kazusa).